# Кромы (Омская область)
Кромы — село в Исилькульском районе Омской области. Входит в состав Каскатского сельского поселения.

## История
Основано в 1914 г. В 1928 г. состояло из 105 хозяйств, основное население — русские. Центр Кромского сельсовета Исилькульского района Омского округа Сибирского края.

## Население
| 1926 | 2002 | 2010 |
| ---- | ---- | ---- |
| 502  | ↘329 | ↘287 |